# Duc d'Auerstaedt
Le titre de duc d'Auerstaedt est un titre de noblesse français, créé le 2 juillet 1808 par Napoléon Ier au profit de Louis-Nicolas Davout (1770-1823), maréchal d'Empire, à la suite de la brillante victoire de ce dernier à la bataille d'Auerstaedt le 14 octobre 1806.[réf. nécessaire]
Le titre fut recréé une 2de fois par Napoléon III en 1864, après la mort sans descendants du 2e duc d'Auerstaedt.

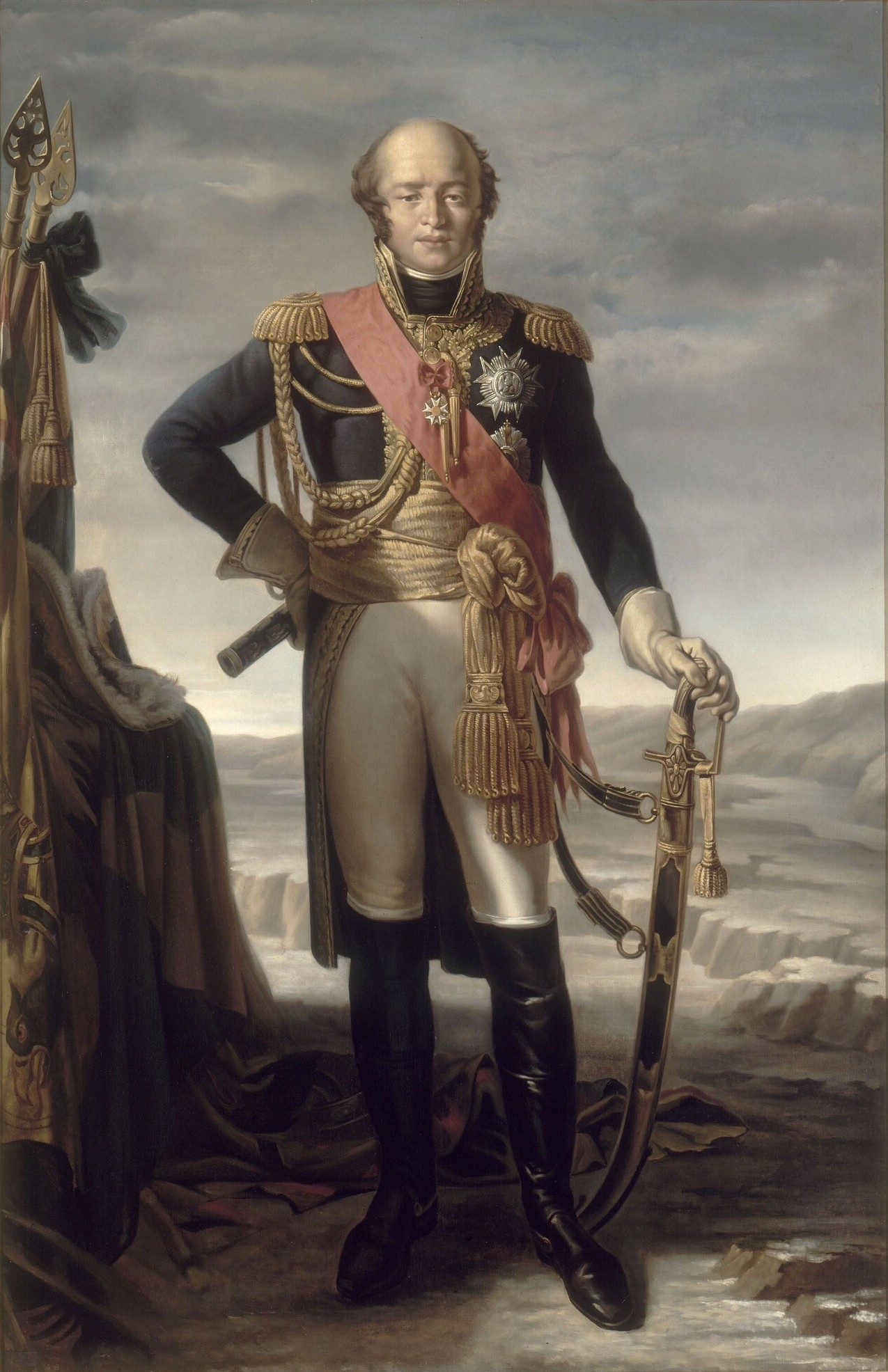
Louis-Nicolas Davout (1770-1823), 1er duc d'Auerstaedt.

## Liste des ducs d'Auerstaedt

### 1recréation (1808-1853)
1. 1808-1823 : Louis-Nicolas Davout (1770-1823), 1er duc d'Auerstaedt, 1er prince d'Eckmühl ;
2. 1823-1853 : Napoléon-Louis Davout (1811-1853), 2e duc d'Auerstaedt, 2e prince d'Eckmühl, fils du précédent. Il meurt sans descendants. Le titre de duc d'Auerstaedt est alors relevé par son cousin, Léopold Davout, qui suit[2].

### 2decréation (1864 - aujourd'hui)
1. 1864-1904 : Léopold Davout (1829-1904), 3e duc d'Auerstaedt, général de division (1877), gouverneur militaire de Lyon (1885-1888), grand chancelier de la Légion d'honneur (1895-1901), président de la Croix-Rouge française (1897-1903) ;
2. 1904-1958 : Louis Davout (1877-1958), 4e duc d'Auerstaedt, chef de bataillon d'infanterie, maire de Brémontier-Merval (1928-1945), fils du précédent ;
3. 1958-1985 : Léopold Davout (1904-1985), 5e duc d'Auerstaedt, polytechnicien, colonel d'aviation, fils du précédent ;
4. 1985-2006 : Charles Davout (1951-2006), 6e duc d’Auerstaedt, fils du précédent ;

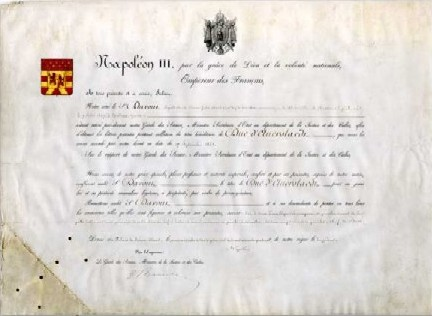
Lettres patentes du 17 septembre 1864 conférant le titre de duc d'Auerstaedt à Léopold Davout.

5. depuis 2006 : Sébastien Davout (1992), 7e duc d’Auerstaedt, fils du précédent.